# Herman Heijermans
Herman Heijermans (Rotterdam, 3 dicembre 1864 – Zandvoort, 22 novembre 1924) è stato un drammaturgo e scrittore olandese.

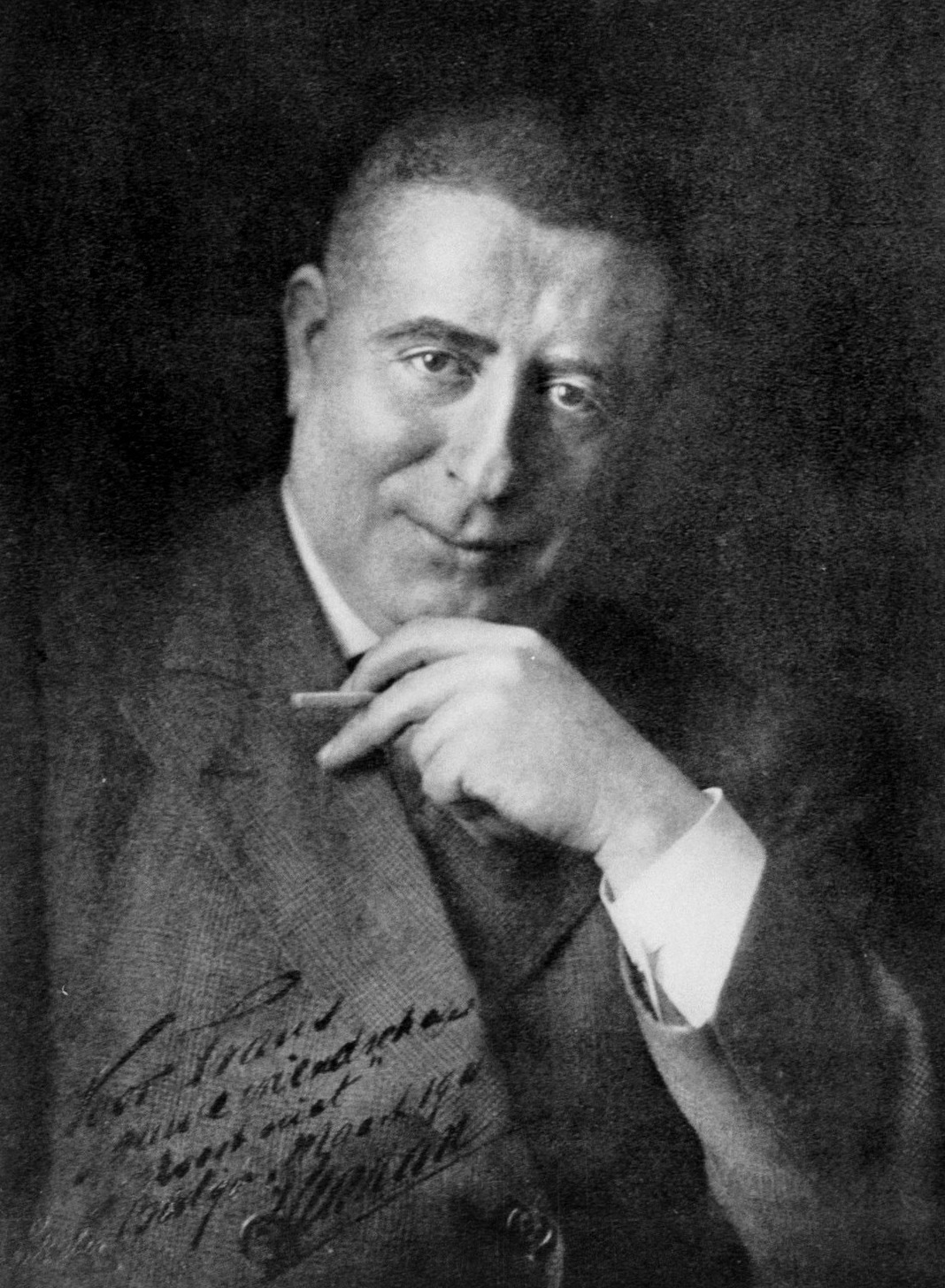
Herman Heijermans

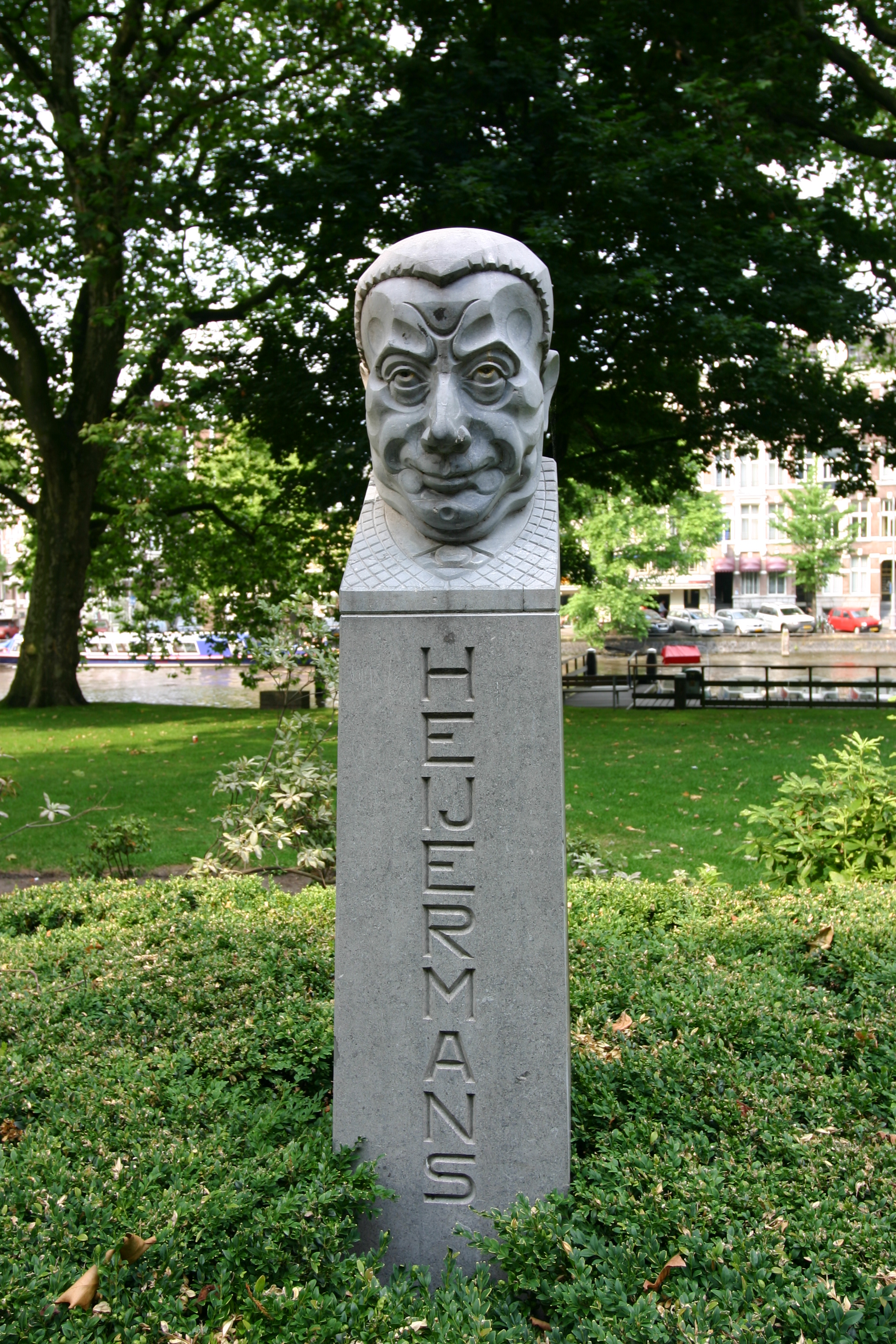
Statua di Herman Heijermans, Amsterdam

Ha scritto anche centinaia di racconti brevi (Falklandjes, pubblicati con lo pseudonimo di Samuel Falkland).

## Vita
Heijermans era il figlio maggiore di una famiglia liberale ebraica e aveva dieci fratelli. Nel 1893 cominciò a scrivere recensioni teatrali per un giornale che era stato appena fondato, De Telegraaf. Le sue critiche erano pungenti e così si fece subito dei nemici. Cominciò a scrivere anche lui delle opere teatrali che avevano un contenuto sociale molto marcato. Esempi delle sue opere sono Ghetto (1898), sull'ambiente soffocante degli ebrei ortodossi, cantori e venditori di stracci; Gluck auf! (1911), sul terribile disastro della miniera Radbod in Westfalia; Op hoop van zegen (1900), sulla dura vita dei pescatori. L'ispirazione per quest'opera derivava dalle impressioni accumulate a Scheveningen e Katwijk, dove visse alcuni anni e conobbe, tra gli altri, anche il pittore Jan Toorop. La maggior parte delle sue opere fu rappresentata per la prima volta al Nederlandsche Toneel Vereniging di Amsterdam, con l'attrice protagonista Esther de Boer-van Rijk, soprattutto nel ruolo di Kniertje in Op hoop van zegen (La buona speranza) e in Eva Bonheur.
Heijermans era molto attivo anche nel movimento socialista. Nel 1897 entrò nel Partito Laburista Social-Democratico (Sociaal Democratische Arbeiders Partij o SDAP, fondato nel 1894) e nel 1898 scrisse per il partito l'opera propagandistica Puntje.
All'inizio degli anni '20 Heijermans fu per un breve periodo direttore del Theater Carré. Morì di cancro nel 1924, all'età di 59 anni.

## Opere
- 1892 -  'n Jodenstreek?
- 1892 - Trinette
- 1893 - Ahasverus
- 1893 - Dora Kremer
- 1893 - Fleo
- 1897 - Sabbath
- 1898 - Diamantstad
- 1898 - Ghetto
- 1898 - Het antwoord
- 1898 - Kamertjeszonde
- 1898 - Nummer tachtig
- 1898 - Puntje
- 1899 - De machien
- 1899 - De onbekende
- 1899 - Ego
- 1899 - Het zevende gebod
- 1900 - Eén mei
- 1900 - Het pantser
- 1901 - La buona speranza
- 1901 - Ora et labora
- 1903 - Bloeimaand
- 1903 - Buren
- 1903 - Het kamerschut
- 1903 - Het kind
- 1903 - In de Jonge Jan
- 1903 - Schakels
- 1904 - Kleine verschrikkingen
- 1904 - Saltimbank
- 1905 - Allerzielen
- 1905 - Artikel 188
- 1905 - Biecht eener schuldige
- 1905 - De meid
- 1905 - Interieurs
- 1906 - Feest
- 1906 - Kleine vertelsels
- 1907 - Uitkomst
- 1907 - Vreemde jacht
- 1907 - Wat niet kon
- 1908 - Berliner Skizzenbuch
- 1908 - De groote vlucht
- 1908 - De opgaande zon
- 1908 - Joep's wonderlijke avonturen
- 1909 - De roode Flibustier
- 1909 - De schoone slaapster
- 1910 - Beschuit met muisjes
- 1910 - Nocturne
- 1911 - Gevleugelde daden
- 1911 - Glück auf!
- 1912 - Duczika
- 1914 - Brief in den schemer
- 1914 - De buikspreker
- 1914 - Een heerenhuis te koop
- 1914 - Robert, Bertram en Co.
- 1916 - Dageraad
- 1916 - Eva Bonheur (ook hoorspel)
- 1917 - De wijze kater
- 1920 - De vliegende Hollander
- 1923 - Van ouds `De Morgenster'
- 1924 - De moord in de trein
- 1924 - Droomkoninkje
- 1925 - Vuurvlindertje

Le opere teatrali complete sono state pubblicate in tre volumi come Herman Heijermans Toneelwerken (G.A. van Oorschot, S. Carmiggelt, H.A. Gomperts, A. Koolhaas, H.H.J. de Leeuwe, H.S.F. Heijermans. Uitg. G.A. van Oorschot, Amsterdam, 1965)